# El preboste de seguridad
El preboste de seguridad es una historieta del autor español Francisco Ibáñez perteneciente a su serie Mortadelo y Filemón. 

## Trayectoria editorial
La historieta, aunque se unificó en una sola aventura y está considerada como tal, en realidad se divide en dos partes: El Preboste de Seguridad (24 páginas) y Los "Mandaos" (21 páginas). La primera parte se publicó en la revista Mortadelo nºs 217 a 221 y quedó sin terminar cuando Ibáñez se fue de Bruguera para publicar en Grijalbo. El resto de la historieta se completó, años más tarde, y está publicada íntegramente en el número 44 de la actual Colección Olé.

## Sinopsis
Se van a celebrar unas elecciones y en el país cada día hay más delincuencia. Por ello el Preboste de seguridad ve peligrar su cargo y pide ayuda a la T.I.A.. 
El superintendente decide que Mortadelo y Filemón ayudarán al preboste a acabar con la delincuencia, además de encargarles su protección frente a la misma.